# Odpověď záporožských kozáků sultánovi Mehmetovi IV.

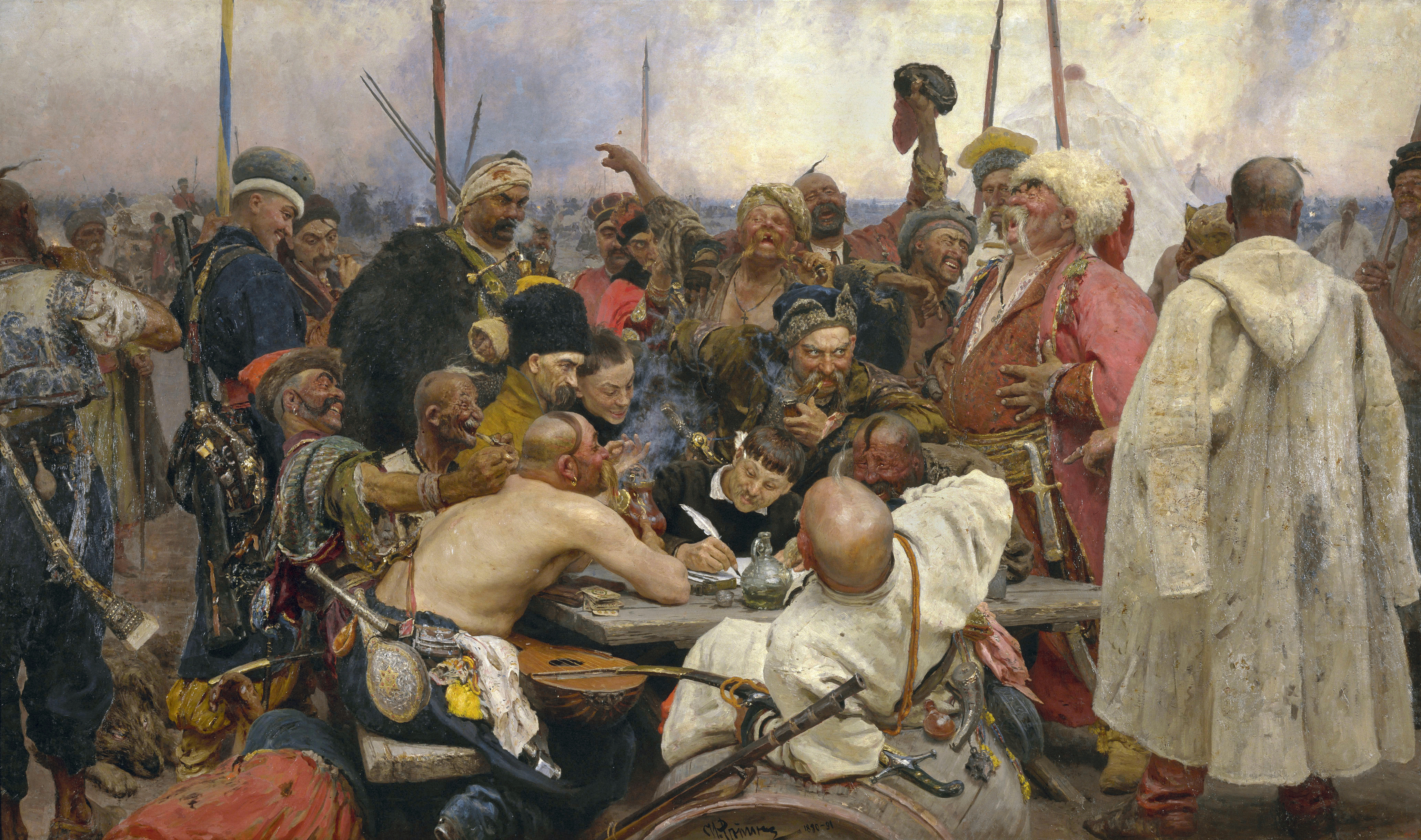
Obraz Ilji Repina Záporožští kozáci píší dopis tureckému sultánovi

Odpověď záporožských kozáků sultánovi Mehmedovi IV. je údajný dopis, kterým záporožští kozáci odpověděli v roce 1676 osmanským Turkům na výzvu, aby se jim vzdali. Na květnatou výzvu odpověděli kozáci vedení atamanem Ivanem Sirkem parodií, v níž převedli sultánovu složitou titulaturu do urážek a vulgárních slovních hříček.
Událost je zpochybňována a dopis pokládán za lidovou fikci – důvodem je především množství variant, zařazených do různých let (1600, 1619, 1620, 1667 – nejpravděpodobnější, 1696, 1713 atd.), připisovaných různým osobám (nejčastěji ataman Zacharčenko nebo Ivan Sirko) a adresovaných různým sultánům (Osman II., Murad IV., Ahmed II., Mehmed IV. – nejpravděpodobnější). Může však jít o skutečný dokument, pozměněný lidovým podáním.
Celou událost zpracoval malíř Ilja Repin na obrazu z let 1880–1891. Tato olejomalba o rozměrech 203 × 358 cm, pojatá jako monumentální studie smíchu, je umístěna ve Státním ruském muzeu v Petrohradu. Repin byl příběhem o dopise fascinován, o kozácích řekl: „Vše, co o nich napsal Gogol, je pravda. Boží lid! Nikdo na světě nežije v tak hluboké svobodě, rovnosti a bratrství.“
Literárně tuto epizodu zpracoval francouzský spisovatel polského původu Guillaume Apollinaire v básni Réponse des Cosaques zaporogues au sultan de Constantinople, publikované roku 1913 jako součást delšího lyrického díla La Chanson du mal-aimé („Píseň nemilovaného“) ve sbírce Alcools („Alkoholy“).

## Text dopisu
Dopis, který v roce 1676 napsal turecký sultán Mehmed IV. kozákům ze Záporoží:
Já Sultán, syn Mohameda, bratr Slunce a Měsíce, vnuk a náměstek Alláha, vládce království Makedonie, Babylonu, Jeruzaléma, Velkého a Malého Egypta, císař nad císaři, panovník nad panovníky, výjimečný rytíř, nikdy neporažený, vytrvalý strážce hrobky Ježíše Krista, správce vybraný samotným Alláhem, kníže věřících, jejich naděje a útěcha, vítěz nad nevěřícími a jejich velký ochránce – nařizuji vám, záporožským kozákům, abyste se mi dobrovolně a bez odporu podřídili a zdrželi se obtěžování dalšími útoky.
Mehmed IV.
Odpověď kozáků:
Záporožští kozáci tureckému sultánovi!

Ó sultáne, čerte turecký, ďáblův synu i bratře, přítelíčku Satanáše, samu Luciferu děláš sekretáře! Co jsi to, k čertu, za rytíře, když holým zadkem nerozsedneš ježka, malé zvíře? Jak ďábel sere, tvé vojsko žere. Nebudeš pod sebou, čubčí synu, křesťanské syny mít. Tvého vojska se nebojíme, na suchu i na moři se mu postavíme, tak obskoč svou matku.
Ty babylonský kuchaři, makedonský koláři, jeruzalémský sládku a pivaři, alexandrijský kozaři, Velkého a Malého Egypta sviní pasáku, arménská svině a sviňáku, podolský zloději, tatarský toulče, kamenecký katane a všeho světa i podsvětí blázne. Před naším Bohem pitomče, hadí vnuk jsi a hnusný skřet, na našem chuji vřed. Prasečí rypáku, kobylí řiti, řeznický pse, nepokřtěná hlavo, běž a obskoč svou matku!

Tak prohlašujeme my, Záporožští, ty ubožáku. Nebudeš ani křesťanské svině pást. Tím končíme, protože neznáme datum a nemáme kalendář. Měsíc je na nebi, rok v knize, ten samý den je u nás jak u vás, tak nám polib prdel zas!
Ataman Ivan Sirko s celým záporožským vojskem.
Originální ukrajinská verze:
Запорозькі козаки турецькому султану!
Ти – шайтан турецький, проклятого чорта брат i товариш і самого Люципера секретар! Який ти в чорта лицар коли голою дупою їжака не вб'єш? Чорт висирає а твоє вiйсько пожирає. Не будеш ти, сучий ти сину, синiв християнських пiд собою мати, твого вiйска ми не боїмося, землею i водою будем битися з тобою, распройоб твою мать.
Вавілонський ти кухар, Македонський колесник, Ієрусалимський броварник, Олександрійський козолуп, Великого й Малого Єгипту свинар, Вірменська свиня, Подолянська злодiюка, Татарський сагайдак, Каменецький кат, і всього світу і підсвіту блазень, а нашого Бога дурень, самого гаспида онук і нашого хуя крюк. Свиняча морда, кобиляча срака, різницький собака, нехрещений лоб, мать твою в'йоб!

Отак тобі козаки відказали плюгавче! Невгоден єсі матері вірних християн! Числа не знаєм бо календаря не маєм, місяць в небі, рік у книзі, а день такий у нас як і у вас, поцілуй за те у сраку нас
Пiдписали: Кошовий отаман Іван Сірко зо всім кошом Запорозьким